# Notolycodes schmidti
Notolycodes schmidti är en fiskart som beskrevs av Gosztonyi, 1977. Notolycodes schmidti ingår i släktet Notolycodes och familjen tånglakefiskar. Inga underarter finns listade i Catalogue of Life.